# Otto Fuchs
Otto Ervin Fuchs (13. června 1889 Kukleny – 1941, pravděpodobně Lodž) byl český, německy mluvící stavitel a architekt židovského původu.

## Život
Otto Fuchs se narodil v rodině Samuela Fuchse, ekonoma v Kuklenách a jeho manželky Malvíny, rozené Lichtensternové. Po maturitě na gymnáziu v Pardubicích vystudoval pražskou německou techniku. Druhou státní zkoušku v oboru stavebního inženýrství složil v roce 1913. Následně podnikal v Praze ve stavebním oboru, byl společníkem firmy Lampl und Fuchs.

### Rodinný život
Otto Fuchs byl ženat, s manželkou Gretou (1902–1941) měl syna Hanuše Pavla (1931–1941). Podle archivních dokumentů byla 31. října 1941 celá rodina transportována do ghetta v Lodži kde zahynuli. Podle jiných zdrojů je možné, že do Lodže nedojeli. Datum úmrtí je neznámé.

## Kariéra
Otto Fuchs byl spolu s Victorem Lamplem majitelem stavební společnosti Lampl und Fuchs. Firma se věnovala projekčním a stavebním pracím. Mezi její významné realizace patří například:
- kubistický dům v Polské 56/58, Praha-Vinohrady
- administrativní budova (dnešní Rosetta Palace) v Jungmannově 21, Praha-Nové Město
- rodinný dům Na Výsluní 8/10, Praha-Strašnice
- a další